# Tractat de Picquigny
La pau de Picquigny o tractat de Picquigny va ser signada a Picquigny (en l'actual departament francès del Somme) el 29 d'agost de 1475 entre Lluís XI de França i Eduard IV d'Anglaterra. És considerat el punt final de la Guerra dels Cent Anys.
L'acord va estipular que Eduard IV retornaria a Anglaterra amb el seu exèrcit i renunciaria a la seva aliança amb el duc de Borgonya Carles el Temerari. A canvi, va rebre una suma de 75.000 corones d'or i una pensió anual de 50.000 corones d'or.